# RAC Tourist Trophy 1936
Le RAC Tourist Trophy 1936 est la 15e édition de la course automobile annuelle du Royal Automobile Club d'Angleterre. Elle a eu lieu le 5 septembre 1936 à Belfast, en Irlande du Nord.

## Catégories et distances à parcourir
En fonction de leurs catégories respectives, les pilotes avaient à faire un nombre différent de tours à parcourir. Celui qui parcourait en premier le total des tours qui lui est imparti remporte l'épreuve.
| Catégorie | Cylindrées    | Tours |
| --------- | ------------- | ----- |
| A         | Plus de 8,0 l | 30    |
| B         | 5,0–8,0 l     | 30    |
| C         | 3,0–5,0 l     | 30    |
| D         | 2,0–3,0 l     | 30    |
| E         | 1,5–2,0 l     | 30    |
| F         | 1,1–1,5 l     | 30    |
| G         | 0,75–1,1 l    | 30    |
| H         | 0,5–0,75 l    | 30    |

## Classement de la course
| Pos. | no | Pilote                         | Voiture                  | Écurie                        | Tours | Temps / Abandon                 | Catégorie      |
| ---- | -- | ------------------------------ | ------------------------ | ----------------------------- | ----- | ------------------------------- | -------------- |
| 1    | 26 | Freddie Dixon Charlie Dodson   | Riley TT Sprite (MPH)    | Freddie Dixon                 | 30    | 5 h 11 min 0 s 0 (125,551 km/h) | F (1,1–1,5 l)  |
| 2    | 7  | Eddie Hall                     | Bentley 4½ Litre         | E. R. Hall                    | 30    | 5 h 12 min 0 s 0                | C (3,0–5,0 l)  |
| 3    | 18 | A. F. P. Fane                  | BMW 328                  | H. J. Aldington               | 30    | 5 h 20 min 46 s 0               | E (1,5–2,0 l)  |
| 4    | 2  | Pat Fairfield                  | Lagonda LG45R            | A. W. Fox                     | 30    | 5 h 20 min 58 s 0               | C (3,0–5,0 l)  |
| 5    | 3  | Earl Howe                      | Lagonda LG45R            | A. W. Fox                     | 30    | 5 h 21 min 7 s 0                | C (3,0–5,0 l)  |
| 6    | 24 | Percy MacLure                  | Riley TT Sprite          | V. Riley                      | 30    | 5 h 21 min 31 s 0               | F (1,1–1,5 l)  |
| 7    | 17 | Prince Bira                    | BMW 328                  | H. J. Aldington               | 30    | 5 h 22 min 33 s 0               | E (1,5–2,0 l)  |
| 8    | 11 | Robert Brunet Charlie Martin   | Delahaye type 135CS      | Robert Brunet/Selborne        | 30    | 5 h 22 min 34 s 0               | C (3,0–5,0 l)  |
| 9    | 19 | Harold John Aldington          | BMW 328 Frazer Nash      | H. J. Aldington               | 30    | 5 h 24 min 49 s 0               | E (1,5–2,0 l)  |
| 10   | 25 | Jean Trévoux                   | RileyTT Sprite (MPH)     | Jean Trévoux                  | 30    | 5 h 25 min 29 s 0               | F (1,1–1,5 l)  |
| 11   | 22 | Alex von der Becke             | Riley TT Sprite          | V. Riley                      | 30    | 5 h 26 min 22 s 0               | F (1,1–1,5 l)  |
| 12   | 23 | Cyril Paul (de)                | Riley TT Sprite          | V. Riley                      | 30    | 5 h 28 min 39 s 0               | F (1,1–1,5 l)  |
| 13   | 34 | Billie Sullivan                | Fiat 508S                | Major R. G. Heyn              | 30    | 5 h 29 min 50 s 0               | G (0,75–1,1 l) |
| 14   | 1  | Brian Lewis                    | Lagonda LG45R            | A. W. Fox                     | 30    | 5 h 30 min 45 s 0               | C (3,0–5,0 l)  |
| 15   | 36 | Frank Stanley Barnes           | Singer                   | Team Autosports               | 30    | 5 h 35 min 29 s 0               | G (0,75–1,1 l) |
| Nc.  | 9  | George Field                   | Delahaye type 135CS      | Lucy O'Reilly-Schell/Selborne | 28    | + 2 tours                       | C (3,0–5,0 l)  |
| Nc.  | 32 | Mrs Elsie Wisdom               | Fiat 508S                | Arthur Dobson                 | 28    | + 2 tours                       | G (0,75–1,1 l) |
| Nc.  | 37 | Roy Eccles                     | Singer                   | Roy Eccles                    | 28    | + 2 tours                       | G (0,75–1,1 l) |
| Nc.  | 29 | Francis Monkhouse              | Aston Martin Ulster      | F. Monkhouse                  | 27    | + 3 tours                       | F (1,1–1,5 l)  |
| Nc.  | 10 | René Le Bègue Norbert Mahé     | Delahaye type 135CS      | René Le Bègue/Selborne        | 19    | + 11 tours                      | C (3,0–5,0 l)  |
| Abd. | 27 | Arthur Dobson                  | Riley TT Sprite (MPH)    | Arthur Dobson                 | 23    | Essieu arrière brisé            | F (1,1–1,5 l)  |
| Abd. | 30 | Bobbie Baird                   | Riley Ulster Imp 9       | W. R. Baird                   | 17    | Moteur                          | G (0,75–1,1 l) |
| Abd. | 31 | Jack Chambers                  | Riley Brooklands 9       | Jack Chambers                 | 17    | Accident                        | G (0,75–1,1 l) |
| Abd. | 12 | Tom Clarke                     | Delahaye type 135CS      | Tom Clarke/Selborne           | 16    | Allumage                        | C (3,0–5,0 l)  |
| Abd. | 8  | Laury Schell                   | Delahaye type 135CS      | Lucy O'Reilly-Schell/Selborne | 13    | Moteur serré                    | C (3,0–5,0 l)  |
| Abd. | 21 | Richard Seaman                 | Aston Martin Speed Model | Richard Seaman                | 12    | Moteur                          | E (1,5–2,0 l)  |
| Abd. | 33 | F. H. ffrench Davis            | Fiat 508S                | F. H. ffrench Davis           | 11    | Joint de culasse                | G (0,75–1,1 l) |
| Abd. | 35 | C. H. Masters                  | Fiat 508S                | C. H. Masters                 | 9     | Axe                             | G (0,75–1,1 l) |
| Abd. | 20 | Allan R. Phipps                | Aston Martin Speed Model | Mrs. D. B. M. Phipps          | 3     | Accident                        | E (1,5–2,0 l)  |
| Abd. | 14 | Marcel Mongin                  | Delahaye type 135CS      | Marcel Mongin/Selborne        | 1     | Accident avec Embiricos         | C (3,0–5,0 l)  |
| Abd. | 16 | Nicky Embiricos                | Bugatti Type 57S         | N. S. Embiricos               | 1     | Accident avec Mongin            | C (3,0–5,0 l)  |
| Np.  | 28 | J. O. Kenneth A. R. Ballantine | Aston Martin             | J. O. Kenneth                 |       | Non partant                     | F (1,1–1,5 l)  |